# Палинодия
Палино́дия (греч. Παλινωδία, от греч. πάλῐν — «назад, обратно» + греч. ᾠδή, ᾠδά — «песнь») — род стихотворения в древности, в котором поэт отрекается от сказанного им в другом стихотворении. Известностью пользовалась Палинодия Стесихора, написавшего сначала оскорбительное для Елены стихотворение, за что, по преданию, он был поражен слепотой; отказавшись от своих слов, он снова получил зрение. В дальнейшем смысле под палинодией понимается всякое отречение.
Под этим названием известна «Книга обороны», памфлет против Брестской унии 1596 года, написанный украинским писателем, киевлянином Захарием Копыстенским в 1621—1622 годах в качестве ответа на трактат Кревзы «Оборона Унии»; произведение отвечает на «Оборону Унии» пункт за пунктом. В «Книге обороны» осуждается политика Польши и Ватикана, ведущая к захватам на Украине и в Белоруссии, подчёркиваются исторические связи русского, украинского и белорусского народов; упоминается более ста использованных при написании сочинений.